# 메디사우루스
메디사우루스(Madysaurus)는 고생대 트라이아스기의 키르기스스탄에 존재했던 키노돈트 중 하나다, 2005년 레오니드 페트로비치 타타리노프에 의해 처음으로 명명 되었다.
메디사우루스의 화석이 발견된 곳은 잘 보존된 곤충과 샤로비프테릭스와 롱기수쿠아마와 같은 작은 파충류의 화석이 발견되고 있는 트라이아스기 메디겐 지층으로 알려져 있다. 메디사우루스는 원시적인 키노돈트 중 하나이며, 메디사우루스과에 속한다.